# Rajendralal Mitra

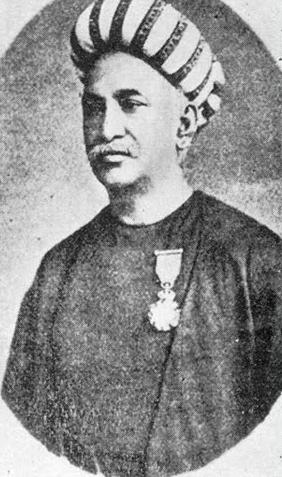
Rajendralal Mitra.

Rajendralal Mitra, född den 15 februari 1824 i en förstad till Calcutta, död där den 26 juli 1891, var en indisk sanskritist. 
Mitra tillhörde en ansedd familj av skrivarkasten i Bengalen. Efter självstudier blev han 1846 anställd som bibliotekarie i "Asiatic society of Bengal", för vilket han sedan verkade under hela sitt liv som efter vartannat sekreterare, vicepresident och slutligen som den förste infödde presidenten 1885. Mitra utgav en mängd sanskrittexter (på grund av bristande noggrannhet tidigt föråldrade) främst i Bibliotheca indica och större arbeten The antiquities of Orissa (2 band, 1875-80), Bodh Gaya (1878), Indo-Aryans (2 band, 1881) med mera.